# Эль Раваль

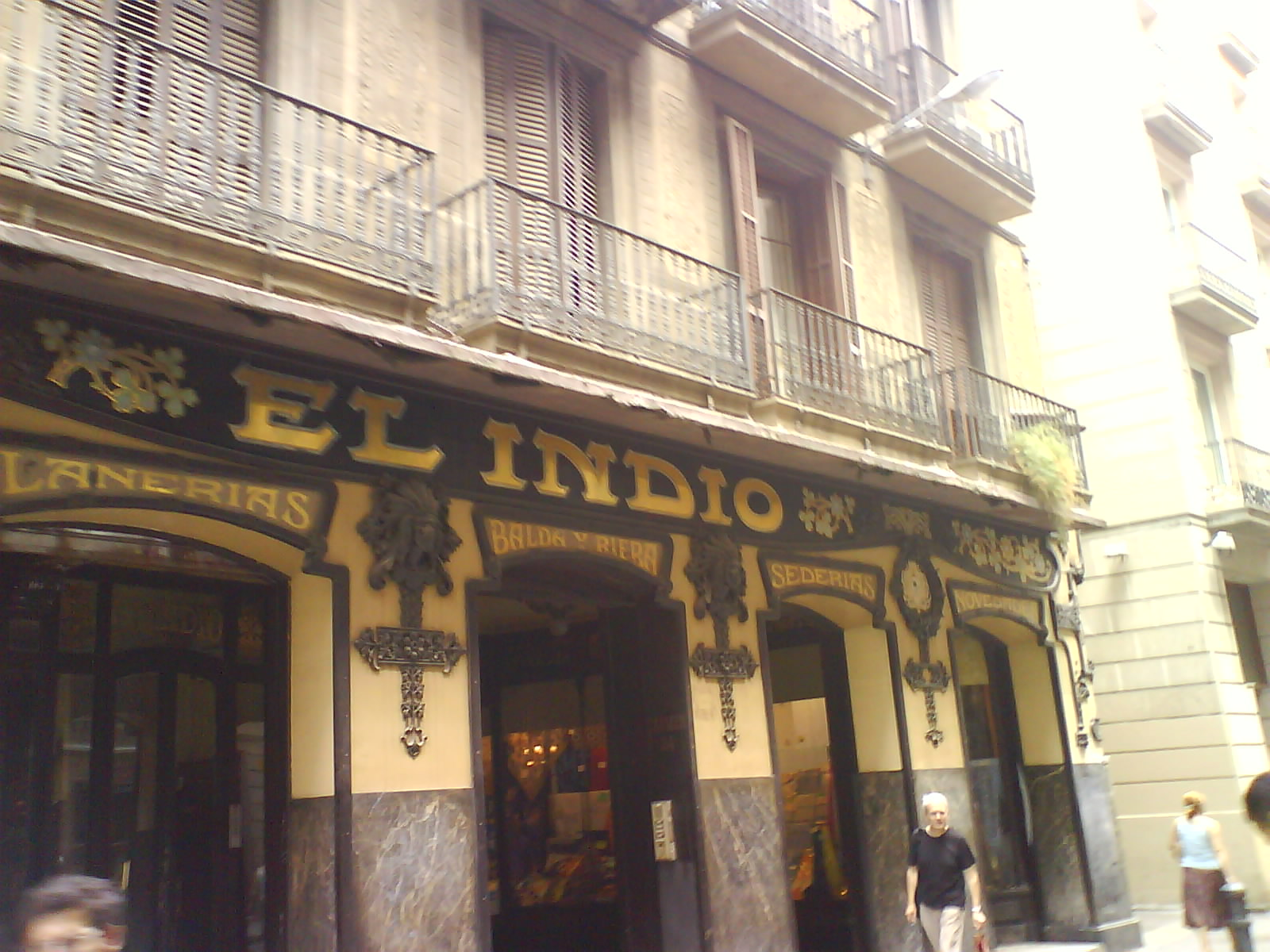
Улица Каррер дель Карме

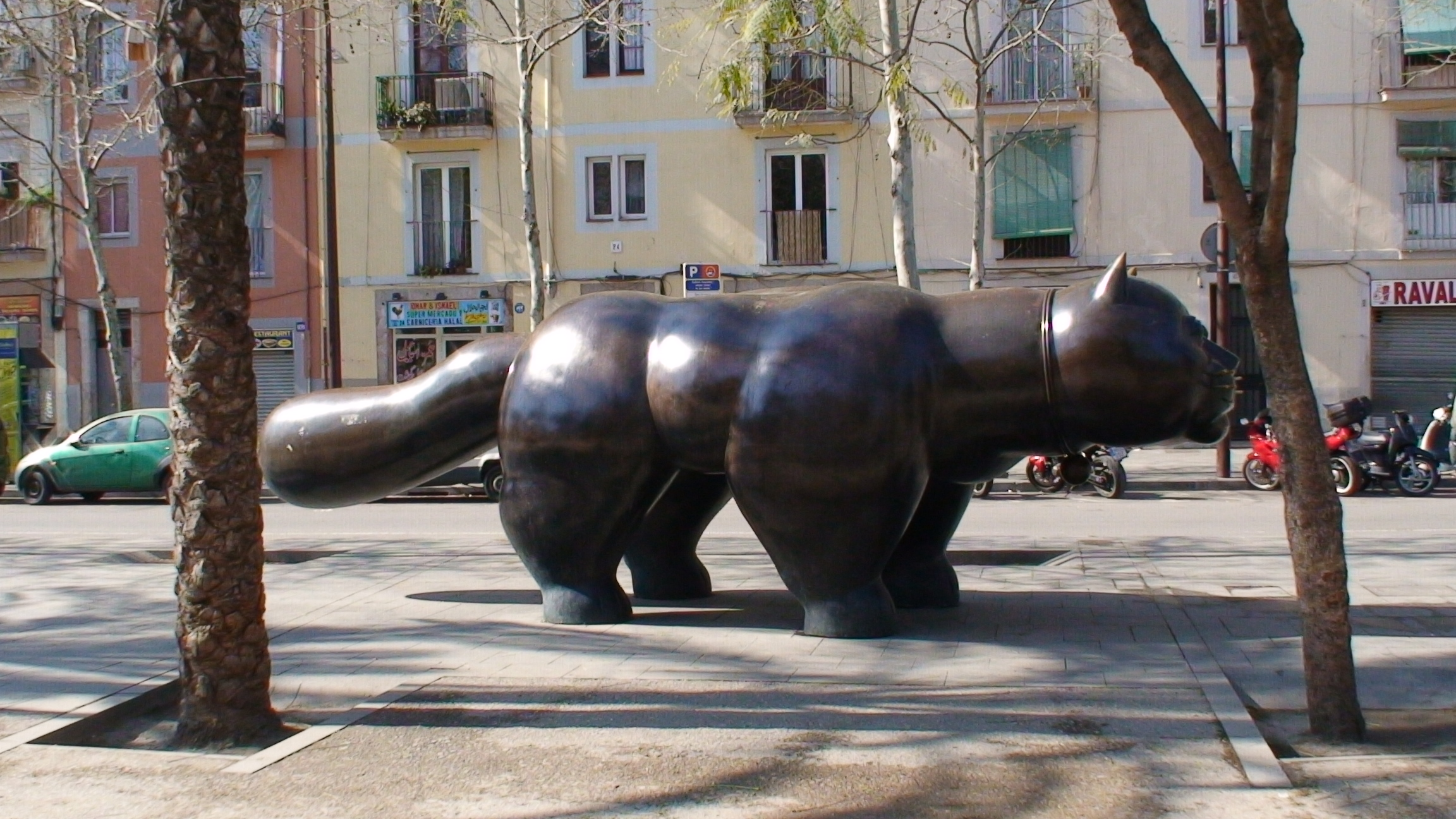
Кот Раваль, скульптура Фернандо Ботеро

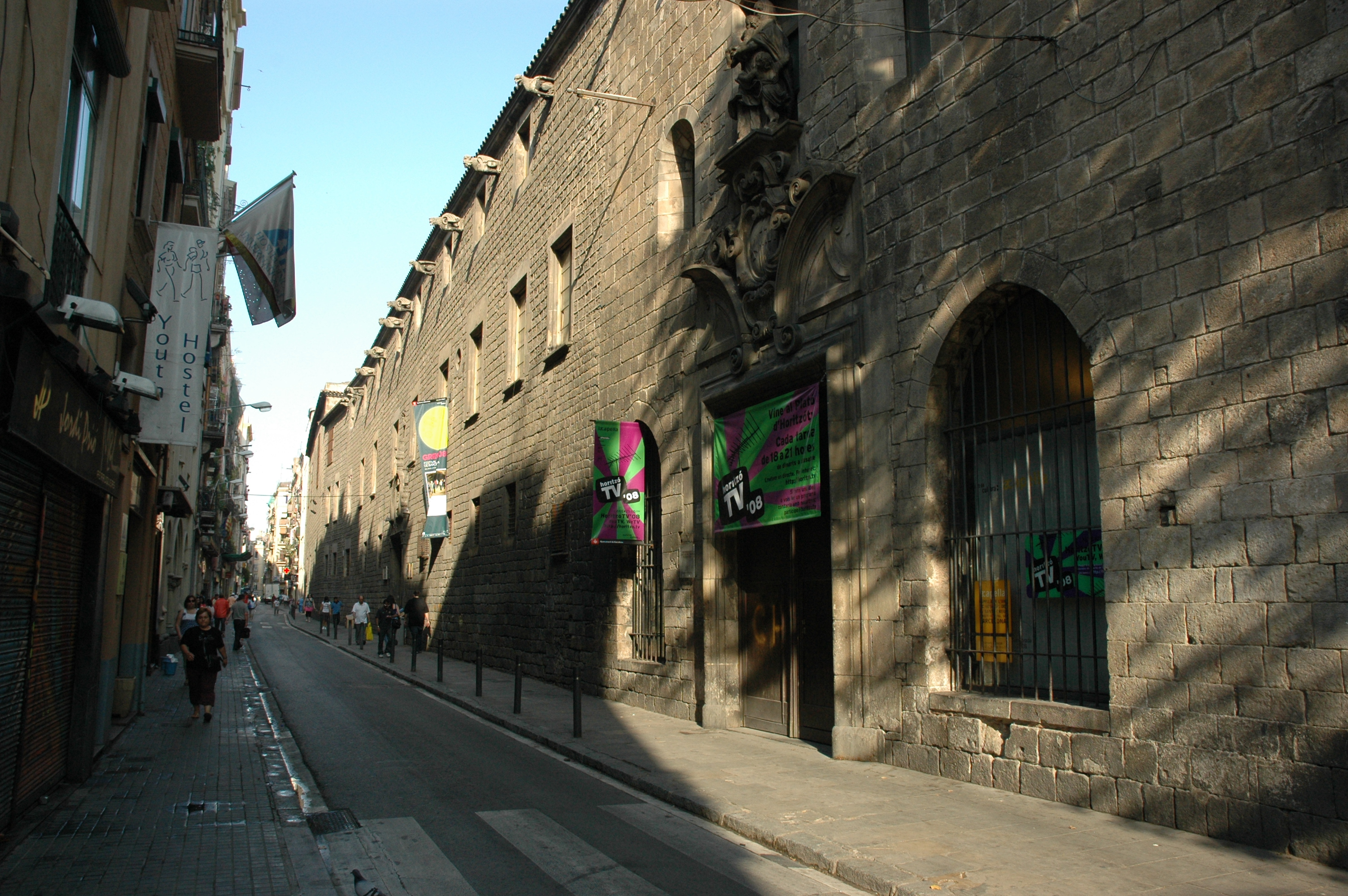
Улица Каррер де л’Оспиталь.

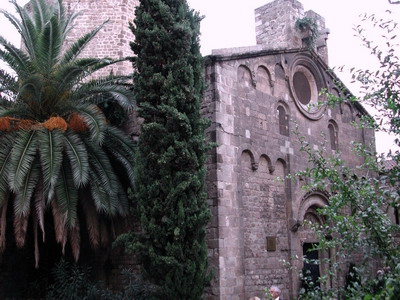
Церковь монастыря Сан Пабло дель Кампо

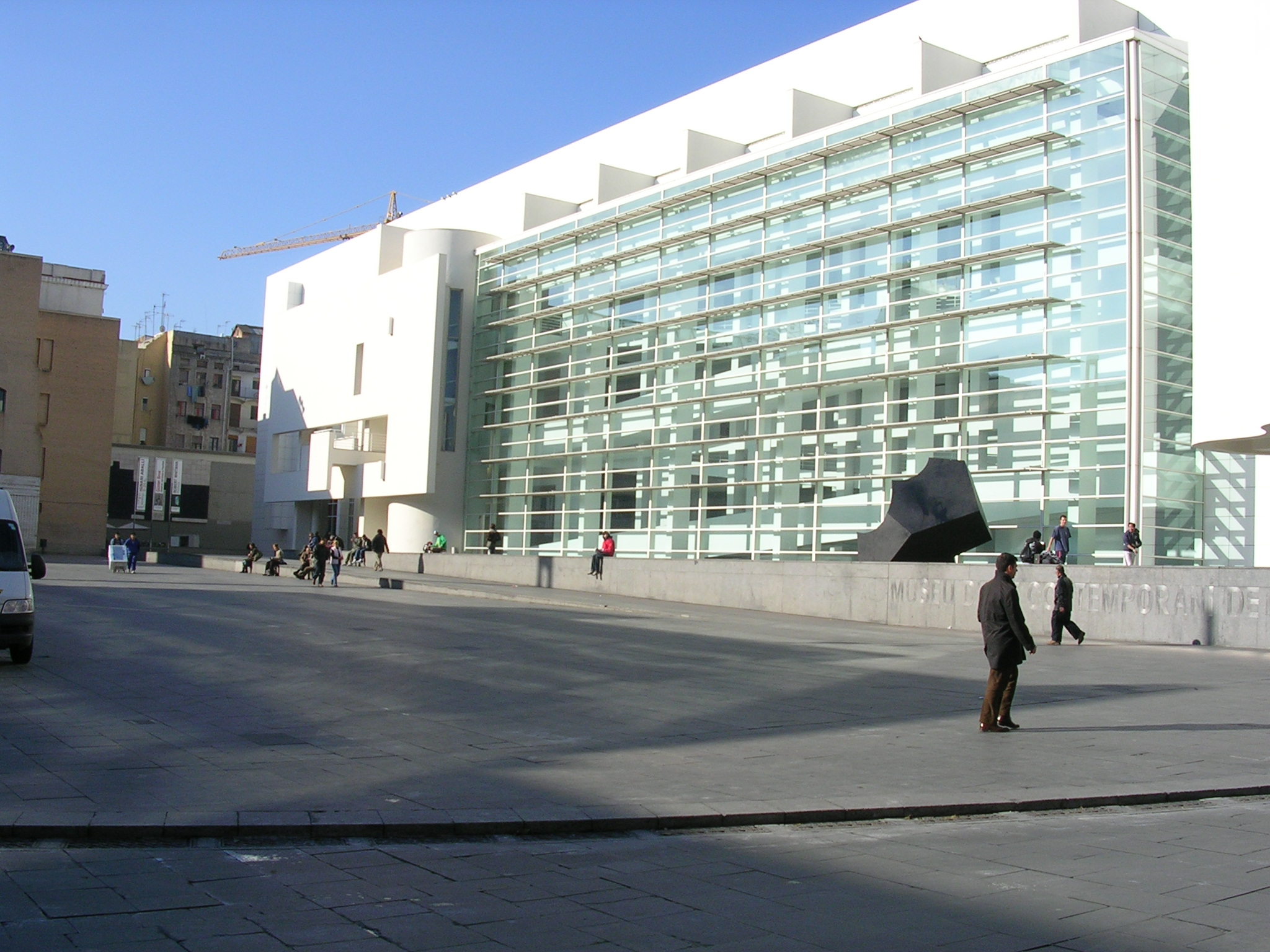
Пласа делс Анхелс с Музеем современного искусства

Эль Раваль (исп. El Raval, кат. El Raval) — подрайон Барселоны с порядковым номером 1, расположенный в районе Старый город (исп. Ciutat Vella). Население на начало 2016 года составляло 47 129 человек.
Эль Раваль граничит с подрайоном Эль Побле-сек района Сантс-Монтжуик, границей является авенида де Паралело, а также подрайонами Сант Антони и Готическим кварталом, границами служат улицы Пелайо и Рамбла. Среди главных улиц Эль Раваль выделяются улицы Каррер дель Карме, Ноу де ла Рамбла и Рамбла-дель-Раваль.
В Эль Раваль живут выходцы из многих стран, на его улицах можно увидеть магазины представителей различных национальностей и культур — от магазинов традиционных товаров до современных модных магазинов. Благодаря наличию китайской диаспоры Эль Раваль получил неофициальное название «Китайский квартал» (исп. Barrio Chino), это название придумал журналист Пако Мадрид в статье, опубликованной в еженедельнике El Escándalo. Жители района вдохновляли художников, таких как Пабло Пикассо в период его творчества, называемый синим периодом (1901—1904).

## Достопримечательности
В Эль Раваль находятся архитектурные сооружения различных эпох и стилей — от старинных, как монастырь X века Сан Пабло дель Кампо, церковь Святого Августина XVIII века или основанный в XIII веке рынок Бокерия — до современных объектов культуры и отдыха, как, например, Музей современного искусства и Центр современной культуры.
В Эль Раваль находится дворец Гуэль — жилой дом, одна из ранних работ знаменитого архитектора Антони Гауди, выстроенный по заказу почитателя его таланта, каталонского промышленника Эусеби Гуэля; на улице Рамбла-дель-Раваль находится «Кот Раваль» (исп. Gato del Raval) — скульптура огромного кота работы скульптора Фернандо Ботеро.
Эль Раваль также является одним из самых «театральных» районов Барселоны. Старейший театр здесь был создан во дворе больницы Святого Креста по указу короля Филиппа II (1556—1598), который предоставил больнице возможность построить театр, чтобы обеспечить поступление средств. Впоследствии, в 1847 году на Рамбла был построен большой театр Лисео, который сейчас является одним из важнейших театров Барселоны. Также на улице Оспиталь были открыты театры Одеон и театр Ромеа, а на улице Монтсеррат в 1853 году открылся Teatre Circ Barcelonès. Эти театры стали основой для развития театрального искусства в Каталонии. Новые театры в Эль Раваль создавались и в XX веке — как, например, театр Гойя, открывшийся в 1916 году на улице Хоакин Коста, и театр «Полиорама», открывшийся в 1899 году на Рамбла как кинотеатр, и в 1982 году перепрофилированный в театр.